# アパッチ砦
『アパッチ砦』（アパッチとりで、原題: Fort Apache）は、1948年製作のアメリカ映画。ジョン・フォード監督作品。

## 概要
ジェームズ・ワーナー・ベラの原作をもとに製作された、ジョン・フォードの作品の中で知られている西部劇映画で、『騎兵隊三部作』の第一作。カスター中佐率いる第七騎兵隊の全滅（リトルビッグホーンの戦い）をモデルにしており、後年の三部作の2作『黄色いリボン』、『リオ・グランデの砦』と比較すると、若干毛色の違う作品でもある。
功を焦る現場の実情を知らない司令官の無謀な作戦によって、軍隊が壊滅していくという筋書きは、後の黒澤明監督の『影武者』など、後年の作品に大きな影響を及ぼした。

## ストーリー
南北戦争において、失策を犯してしまったサースデイ将軍は中佐に階級を下げられ、アパッチ族との紛争が絶えない辺境のアパッチ砦に左遷させられる。早速、サースデイは娘のフィラデルフィアを連れて赴任した。
そこには、現場の情勢を熟知している古参のヨーク大尉や、後方部隊への配属を心待ちにしているコリングウッド大尉などがいた。しかし、サースデイは軍規至上主義の武骨一点張りな石頭で、早速そこの砦の騎兵隊員たちの服装が乱れている事を指摘して、風紀を取り締まろうとする。そして早く将軍に戻りたいが故に手柄を立てようと、隊員たちに厳しい戦闘訓練を課したり、ヨーク大尉やコリングウッド大尉などと意見を衝突させていた。
一方、アパッチ砦にいるオローク軍曹の息子で、士官学校を卒業したマイケル・オローク中尉（ミッキー）が帰ってきた。久々の親子の再会を喜ぶミッキー。そんな中、ミッキーとフィラデルフィアは互いに惹かれ始める。
そしてある日、ミッキーとフィラデルフィアは馬に乗ってデートに出掛けるが、その道中で横倒しになった幌馬車とミッキーの部隊の同僚たちの焼死体を発見する。

## キャスト
- ジョン・ウェイン：カービー・ヨーク大尉 - コーチーズ族長との平和交渉を担う。
- ヘンリー・フォンダ：オーエン・サースデイ中佐 - アパッチ砦の司令官。
- シャーリー・テンプル：フィラデルフィア･サースデイ - サースデイ中佐の娘。
- ペドロ・アルメンダリス：ビューフォート上等兵 - スペイン語を話す。族長との交渉の通訳。
- ワード・ボンド：オローク軍長 - ミッキーの父。
- ジョージ・オブライエン（英語版）：サム・コリングウッド大尉
- ヴィクター・マクラグレン：フェストゥス･マルカーヒー軍曹 - マイケルのおじ。
- アンナ・リー：エミリー・コリングウッド - コリングウッド大尉の妻。
- アイリーン・リッチ（英語版）：メアリー・オローク - ミッキーの母。
- ディック・フォラン（英語版）：クインキャノン軍曹 - 夜、『いとしきジュヌビエーブ』を歌う。
- ガイ・キッビー（英語版）：ウィルキンス医師
- グラント・ウィザース：サイラス･ミーチャム - インディアンと銃や酒の取引をしている。
- ジャック・ペニック（英語版）：ダニエル・シャタック軍曹 - ダンおじ。マイケルのおじ。
- レイ・ハイク：ゲイツ中尉 - コリングウッド大尉副官の後任
- モヴィータ・カスタネダ（英語版）：グアダルーペ - サースデイ家の料理人。
- ジョン・エイガー：マイケル・オローク中尉（ミッキー） - 士官学校出身。

### 日本語吹替
| 役名                          | 俳優                     | 日本語吹替   | 日本語吹替 |
| 役名                          | 俳優                     | フジテレビ版 | PDDVD版    |
| ----------------------------- | ------------------------ | ------------ | ---------- |
| カービー・ヨーク大尉          | ジョン・ウェイン         | 小林昭二     | 大塚智則   |
| オーエン・サースデイ中佐      | ヘンリー・フォンダ       | 家弓家正     | 柴田秀勝   |
| フィラデルフィア･サースデイ   | シャーリー・テンプル     | 鈴木弘子     | 渡邉絵理   |
| ビューフォート上等兵          | ペドロ・アルメンダリス   | 上田敏也     |            |
| オローク軍長                  | ワード・ボンド           | 藤本譲       | 浦山迅     |
| サム・コリングウッド大尉      | ジョージ・オブライエン   |              | 田坂浩樹   |
| フェストゥス･マルカーヒー軍曹 | ヴィクター・マクラグレン | 雨森雅司     | 小浅和大   |
| エミリー・コリングウッド      | アンナ・リー             |              | 花嶋千代   |
| メアリー・オローク            | アイリーン・リッチ       |              | 萩柚月     |
| クインキャノン軍曹            | ディック・フォラン       |              | 中山武彦   |
| マイケル・オローク中尉        | ジョン・エイガー         | 中田浩二     | 瀬水暁     |

- フジテレビ版：初回放送1972年3月17日『ゴールデン洋画劇場』

## スタッフ
- 製作:メリアン・C・クーパー、ジョン・フォード
- 監督:ジョン・フォード
- 脚本:フランク・S・ニュージェント
- 原作:ジェームズ・ワーナー・ベラ
- 撮影:アーチー・スタウト
- 美術:ジェームズ・バセヴィ
- 音楽:リチャード・ヘイグマン
- 衣装:マイケル・メイヤース、ロバート・カリカート
- 編集:ジャック・マレー